# Alpha Sextantis
Alpha Sextantis is de felste ster in het sterrenbeeld Sextant. De ster is vaag zichtbaar vanaf de Aarde, echter niet vanuit de Benelux.